# Sąd Apelacyjny w Katowicach
Sąd Apelacyjny w Katowicach – organ wymiaru sprawiedliwości powołany do rozstrzygania spraw w II instancji mieszczący się przy Al. Wojciecha Korfantego 117/119 w Katowicach.

## Status prawny
Sąd apelacyjny jest państwową jednostką organizacyjną nieposiadającą osobowości prawnej. Wszystko zaczęło się od uchwalonej przez Sejm w 1990 roku Ustawy z dnia 13 lipca o powołaniu sądów apelacyjnych oraz o zmianie ustawy – Prawo o ustroju sądów powszechnych, Kodeks postępowania cywilnego, Kodeks postępowania karnego, o Sądzie Najwyższym, o Naczelnym Sądzie Administracyjnym i o Krajowej Radzie Sądownictwa, której art. 1 ust. 1 brzmi: „Powołuje się sądy apelacyjne jako sądy powszechne”. 
Zasady finansowania i rozliczania odbywają się według zasad określonych dla jednostek budżetowych oraz szczegółowych zasad prowadzenia gospodarki finansowej i działalności inwestycyjnej sądów powszechnych zawartych w rozporządzeniu ministra sprawiedliwości.
Obszar właściwości apelacji katowickiej:
- Sąd Okręgowy w Bielsku-Białej
- Sąd Okręgowy w Częstochowie
- Sąd Okręgowy w Gliwicach
- Sąd Okręgowy w Katowicach
- Sąd Okręgowy w Rybniku
- Sąd Okręgowy w Sosnowcu

## Struktury organizacyjne
Sądy apelacyjne funkcjonują w strukturach sądów powszechnych, które rozstrzygają w drugiej instancji środki odwoławcze od orzeczeń okręgowych sądów, które wydawane są w pierwszej instancji. 
Dotyczy to spraw z zakresu: 
- prawa cywilnego – również gospodarczego, rodzinnego i opiekuńczego przez Wydział I Cywilny,
- prawa karnego – przez Wydział II Karny,
- prawa pracy i ubezpieczeń społecznych – przez Wydział III Pracy i Ubezpieczeń Społecznych,
- sprawowanie nadzoru nad działaniem administracyjnym powszechnych sądów, działalnością notariuszy i organów notarialnego samorządu, działalnością komorników.

W Sądzie Apelacyjnym w Katowicach utworzono następujący wydziały:
- Wydział I Cywilny.
- Wydział II Karny.
- Wydział III Pracy i Ubezpieczeń Społecznych.
- Wydział IV Wizytacji.
- Wydział V Cywilny.